# Zaricicea, Kovel
Zaricicea (în ucraineană Заріччя) este un sat în comuna Toikut din raionul Kovel, regiunea Volînia, Ucraina.

## Demografie
Componența lingvistică a localității Zaricicea
     Ucraineană (98,61%)
     Alte limbi (1,4%)
Conform recensământului din 2001, majoritatea populației localității Zaricicea era vorbitoare de ucraineană (98,61%), existând în minoritate și vorbitori de alte limbi.